# コード・エイジ
コード・エイジ(CODE AGE)とはスクウェア・エニックスが“スクウェア・エニックス　ニューコンセプトブランド”と銘打ち、制作、開発しているプロジェクトの総称。同一の世界観での3つの物語をそれぞれ異なるメディア（漫画、PlayStation 2、携帯コンテンツの3つ）で展開するのが最大の特徴である。開発はWARHEADと呼ばれるクリエイター集団が担当。

## コード・エイジ
- コード・エイジ アーカイヴズ……A

月刊少年ガンガンで連載する漫画作品。
- コード・エイジ ブロウルズ……B

携帯電話で配信するゲーム作品。
- コード・エイジ コマンダーズ……C

PlayStation 2のゲーム作品。
- コード・エイジ デス……D

月刊少年ガンガンに掲載されているオマケ漫画。『コード・エイジ アーカイヴズ』の構成を担当しているあいやーぼーるがその制作過程をギャグタッチで描いたもの。
- コード・エイジ エクストリーム……E

単行本コード・エイジ　アーカイヴズの表紙裏で、アーカイヴズのヒロイン、ニコが活躍する。
なお、『コード・エイジ』に続くそれぞれのタイトルの頭文字をとると「A・B・C・D・E」となる。ちなみに、『COMPILATION of FINAL FANTASY VII』の展開でも同様の手法でタイトルづけが行われている。

## 世界観
セントラルコードの崩壊に先立ち、計画された方舟計画。しかし、方舟計画は無残にも失敗してしまう。方舟から放り出され、幸運にも生き残った人間たちが見たものは、崩壊の真っ只中にある世界だった。そして、目の前に広がる光景に絶望しながらも、人間たちは生き残るために、「進化」をはじめる……。

### 球内世界
コード・エイジ全体の舞台となる世界で、地球とは別の惑星。地球などとは逆で、球体の惑星の内側に世界があり、その中心にセントラルコードが存在している。

### セントラルコード
世界の中心に位置し「万物の起源」とされ、全ての生命や空気、大地をも生み出し、さらに昼と夜さえ司っているといわれるもの。また、セントラルコードは何万年かに一度新しく生まれかわり、その間、地上はセントラルコードの恩恵を受けられないため、崩壊するともいわれている。

### 方舟計画
セントラルコードが生まれかわり、世界が再生されるまでの間、セントラルコードの周囲に造られた「方舟」の中でコールドスリープにつき、世界の崩壊を回避するという計画。しかし、計画は失敗に終わる。ほとんどの人が方舟で眠りについたが、中には地上に残る者もいた。その者たちの子孫は、崩壊を続ける世界でたくましく生きている。

### オテロ
崩壊を続ける世界に突如として現れた。砕け散ったセントラルコードの破片から生まれ、世界を無に返すという役割を持っているらしい。人間を襲い、融合しようとする。地上に残った人間からは「悪魔」と恐れられている。「白」と「黒」に分かれており、違う属性のオテロを攻撃する習性をもつ。

### ウォーヘッド
方舟で眠っていた人間とオテロが融合して生まれた、新たな人類。身体を武器に変形したり、オテロを取り込むことによって傷を治したり、オテロを弾丸にすることができる。また、他人の遺伝子（コード）を取り込み、『進化』しつづける。開発チームの名前でもある。

### コーデッド
地上に残った人間とオテロが融合して生まれた生物。ウォーヘッドとは違い、自我を保つことはできず、人間を襲うようになる。
※作品によって設定が若干異なる場合がある。詳しくは各作品の記事を参照。